# 6267 Rozhen
6267 Rozhen eller 1987 SO9 är en asteroid i huvudbältet som upptäcktes den 20 september 1987 av den belgiske astronomen Eric W. Elst vid Rozhen-observatoriet. Den är uppkallad efter Rozhen-observatoriet.